# Rinorroe
Rinorroe of loopneus is een verschijnsel waarbij vocht uit de neus loopt. Bij een loopneus produceert het slijmvlies in de neus een grotere hoeveelheid vocht dan normaal, waardoor dit eruit komt. Een loopneus wordt vaak veroorzaakt door een ontsteking, een allergie of door irritatiestoffen, bijvoorbeeld door koude lucht. Het kan ook een symptoom zijn van een chronische verkoudheid.
Bij verdriet, huilen, wordt een grote hoeveelheid traanvocht geproduceerd, dat door de traanbuis naar de neus loopt. Ook in dat geval ontstaat - tijdelijk - een loopneus.